# Flugplatz Lanzen-Turnau

i7
i11
i13
Der Flugplatz Lanzen-Turnau (ICAO-Code: LOGL) ist ein privater Flugplatz in Turnau im österreichischen Bundesland Steiermark. Er wird durch den Werksverein Johann Pengg Fliegergruppe Turnau betrieben.

## Lage
Der Flugplatz liegt etwa 1,5 km westlich des Zentrums der Gemeinde Turnau. Naturräumlich liegt der Flugplatz am nordöstlichen Ende des Aflenzer Beckens am Fuß des Hochschwab.

## Flugbetrieb
Am Flugplatz Lanzen-Turnau findet Flugbetrieb mit Segelflugzeugen, Motorseglern, Ultraleichtflugzeugen, Motorflugzeugen und Hubschraubern statt. Der Flugplatz verfügt über eine 700 m lange Start- und Landebahn aus Gras. Segelflugzeuge starten per Flugzeugschlepp. Nicht am Platz stationierte Flugzeuge benötigen eine Genehmigung des Platzhalters (PPR), um in Lanzen-Turnau landen zu können. Der Flugplatz verfügt über eine Tankstelle für AvGas.